# Altica subopaca
Altica subopaca är en skalbaggsart som beskrevs av Schaeffer 1932. Altica subopaca ingår i släktet Altica och familjen bladbaggar. Inga underarter finns listade i Catalogue of Life.